# Metropolitan (film, 1990)
Pour les articles homonymes, voir Metropolitan.
Pour plus de détails, voir Fiche technique et Distribution.
Metropolitan est un film américain réalisé par Whit Stillman, sorti en 1990.
Il s'agit du premier long métrage du réalisateur. Le film fut nommé à l'Oscar du meilleur scénario original.

## Synopsis
Tribulations (mondaines) d'un petit groupe de la jeunesse dorée de Manhattan, adaptation masquée de Mansfield Park, un roman de Jane Austen.
Ici, ce n'est pas l'ascension sociale de Fanny Price, la petite cousine pauvre, recueillie par charité par la riche famille Bertram, mais les conséquences de la rencontre, un soir, d'un petit groupe d'amis issus de la haute société de Park Avenue (Nick, le cynique ; Charlie, le philosophe ; Sally, la bambocheuse et  Audrey la janeite) avec Tom, un étudiant moins bien né et plus idéaliste qu'eux, dont ils vont s'enticher et qui va les bousculer.

## Fiche technique
- Titre : Metropolitan
- Réalisation : Whit Stillman
- Scénario : Whit Stillman
- Photographie : John Thomas
- Pays d'origine :  États-Unis
- Format : Couleurs - 1,85:1 - Stéréo
- Genre : comédie dramatique
- Date de sortie : 1990

## Distribution
- Carolyn Farina : Audrey Rouget
- Edward Clements : Tom Townsend
- Chris Eigeman : Nick Smith
- Taylor Nichols : Charlie Black
- Allison Parisi : Jane Clarke
- Dylan Hundley : Sally Fowler
- Isabel Gillies : Cynthia McLean